# Luise Kautsky
Luise Kautsky, född Ronsperger 11 augusti 1864 i Wien, död 8 december 1944 i Auschwitz, var en österrikisk socialist.
Kautsky var verksam inom den socialistiska arbetarrörelsen och var gift med Karl Kautsky. Hon medverkade som författare i makens teoretiska marxistiska verk, men hade ett särskilt intresse för kvinnofrågor och var från 1910 en ledare inom rörelsen för kvinnlig rösträtt.